# Johan Friedrich Fritz
Johan Friedrich Fritz (31. juli 1798 i Wandsbeck – 1. marts 1870 i Altona) var en holstensk portrætmaler og litograf.
Fritz var ældste søn af lerovnsfabrikant Nicolaus Fritz fra Bayern. Efter at have lært malerhåndværket i Hamborg tog han til München for at uddanne sig til kunstner, rejste der fra 1823 til København, hvor han fik adgang til Kunstakademiet og i 1825 vandt den mindre sølvmedalje i modelskolen. Samtidig solgte han et billede, Østerlandske Købmænd i et Kaffehus i Wien, til Den Kongelige Malerisamling. Rimeligvis allerede i 1826 nedsatte han sig i Flensborg som portrætmaler og tegnelærer og grundlagde i forening med H.P. Behrens et stentrykkeri der (1827). Efter nogle års forløb overtog han den litografiske forretning alene og drev den i Flensborg indtil oprøret, flyttede derefter til Rensborg og senere til Altona, hvor han døde 1. marts 1870.
Han blev 1828 gift med Johanne Cecilie Mariane Nauendahl, datter af lægen Nauendahl i Krempe. Blandt hans arbejder må nævnes Brüggemanns altertavle efter Conrad Christian Bøhndels tegninger, Christian VIII med Familie i Sorgenfri Have og hans hovedblad, Børsen i Hamborg, med flere hundrede figurer, hvoraf over 80 er portrætter.
- Johan Friedrich Fritz på Kunstindeks Danmark/Weilbachs Kunstnerleksikon